# 中國國民黨青年團
中國國民黨青年團（英語：Kuomintang Youth League），簡稱國民黨青年團（Young KMT）或國青團，成立於2006年，成立之初是隸屬於中國國民黨中央委員會的青年組織、馬英九當選主席後成立的青年翼。2014年，國青團併入國家發展研究院，不再是中央委員會的直屬單位。首任總團長為林益世。
該團成立之初，規定參加人員必須40歲以下，總團長一職並身兼黨副主席與指定中常委。然自第二任總團長黃執中開始，參加人員必須40歲以下、且具備學生身份；總團長一職則僅為指定中常委，不再身兼黨副主席。按章程所載，其組織目的在於保障在學青年權益，擴大青年參與，並提供青年參與決策之空間。
除了於台灣各地設置分團外，也在美國等地設置相關組織。2009年3月，國民黨成立網路部，其職務由青年團相關人員兼任，專責經營各網路平台如臉書、無名小站、噗浪等，希望藉由網路社群來宣傳、並匯集更多青年的聲音。然而，隨著多媒體與社群經營的使用習慣改變，目前主要以臉書粉專、講座及營隊活動為主。
在意識形態方面，國民黨青年團本身相較母黨的保守主義傾向更加朝向自由主義為主的意識形態，在同性婚姻、代理孕母等個人權利議題上都明確表示支持與力挺相關法案，也定期參加台灣同志遊行。
現任即第19任總團長，為國立臺灣大學政治學系研究所碩士生黃騰憲，高雄出生，於2022年以21歲的年紀擔任高雄市長候選人柯志恩發言人，現值為國會助理，曾於大學時期擔任學生會代理會長、學生議會議長，熟稔青年公共參與與教育議題。
2024年3月6號，中國國民黨通過組織改造方案，將組發會青年部、革實院青年團整併為數位黨部-KMT Studio，由不分區立委葛如鈞擔任召集人，整合青年業務，以數位方式強化青年工作。

## 具體作為
近年來，除選舉活動外，努力經營公益形象。經常性辦理營隊、活動、講座，期望藉此提升青年公共參與，並傳遞國民黨施政理念。
舉例而言：
第九任總團長林家興任內，於各地開辦議題工作坊；
第十任總團長蕭敬嚴任內，創辦寒假定期營隊，穀雨；
第十一任總團長呂謦煒任命五位副總團長，希望加強地方組織經營，同時長於論述寫作；
第十二任總團長劉昱佑任內恢復停辦一年的穀雨、停辦三年的「民主R.P.G. 政治實踐營」，並邀集議題工作者參與青年團小客廳計畫；
第十三任總團長李成蔭則加強培訓營隊的舉辦密度、與社會團體加強連結；
第十四任總團長田方倫辦過街頭肥皂箱系列活動。
此外，國民黨青年團成員也積極參選校園自治組織選舉，舉例而言，第12屆總團長劉昱佑在任內曾擔任臺大學代會學生代表，但參選2018年第31屆臺大學生會會長時，在四位候選人中以465票墊底落選。第15屆總團長陳柏翰曾任國立政治大學學生議會議長。第17屆總團長康晉瑜曾任臺大學代會學生代表。第18屆總團長羅雍勝在就任前，參選2021年第34屆台大學生會學生會長選舉以283票對438票落選。第19屆總團長黃騰憲曾任國立臺北大學學生會代理會長、學生議會議長。

## 爭議事件
- 執行長李正皓公開發言，被媒體影射為對第10任總團長蕭敬嚴的酒後失儀事件（页面存档备份，存于）。
- 第11任總團長呂謦煒因網路言論而被大陸列入境管名單，經交涉允許入境。（页面存档备份，存于）。
- 2019年11月5日，第14任總團長田方倫在三立政論節目新台灣加油上發言，誤指民進黨立委管碧玲的夫婿於大陸營商，管碧玲憤而揚言提告；目前他已透過臉書留言方式道歉，管碧玲則回覆可以與夫婿討論。（页面存档备份，存于）
- 2020年11月27日，因國民黨立院黨團在立院扔豬內臟杯葛蘇貞昌質詢，對此，曾在國民黨黨內表態反韓國瑜，以及大喊清黨的第15任總團長陳柏翰，在臉書提出反對國民黨立院黨團的作法[9]，

## 歷任總團長
| 任數 | 姓名   | 就任時學籍       | 就任時學籍    | 就職時間       | 卸任時間                                                  | 副總團長             | 執行長                                        | 公職經歷/發展                              |
| ---- | ------ | ---------------- | ------------- | -------------- | --------------------------------------------------------- | -------------------- | --------------------------------------------- | ------------------------------------------ |
| 1    | 林益世 | 無學籍           |               | 2006年4月2日   | 2007年8月1日                                              | -                    |                                               | 第七屆立法委員、行政院秘書長               |
| 2    | 黃執中 | 世新大學         |               | 2007年8月1日   | 2008年7月30日                                             | -                    |                                               | 中國綜藝節目名人                           |
| 3    | 梁靧   | 國立政治大學     |               | 2008年7月30日  | 2009年10月11日                                            | -                    |                                               | 臺灣大學哲學所博士生                       |
| 4    | 周維毅 | 國立成功大學     |               | 2009年10月11日 | 2010年9月26日                                             | -                    |                                               | 內湖高中公民教師                           |
| 5    | 黃健豪 | 國立政治大學     |               | 2010年9月26日  | 2011年9月25日                                             | -                    | 殷瑋                                          | 第三、四屆臺中市議員、第十一屆立法委員     |
| 6    | 施宜佳 | 國立臺灣海洋大學 |               | 2011年9月25日  | 2012年9月5日                                              | -                    | 殷瑋                                          | 無                                         |
| 7    | 凌濤   | 國立交通大學     |               | 2012年9月5日   | 2013年9月10日                                             | -                    | 殷瑋                                          | 第三屆桃園市議員                           |
| 8    | 徐巧芯 | 國立政治大學     |               | 2013年9月10日  | 2014年9月11日                                             | -                    | 殷瑋                                          | 第十三、十四屆臺北市議員、第十一屆立法委員 |
| 9    | 林家興 | 國立臺灣大學     |               | 2014年9月11日  | 2015年9月22日                                             | -                    | 李正皓                                        | 第十一屆立法委員選舉區域立委候選人         |
| 10   | 蕭敬嚴 | 東吳大學         |               | 2015年9月22日  | 2016年9月24日                                             | -                    | 李正皓                                        | 第四屆新北市議員選舉候選人                 |
| 11   | 呂謦煒 | 國立臺灣大學     |               | 2016年9月24日  | 2017年9月30日                                             | 陳宇彬等5人          | 劉楷嶸                                        | 謝國樑基隆市政府發言人                     |
| 12   | 劉昱佑 | 國立臺灣大學     | 2017年9月30日 | 2018年10月1日  | 盧浩軒                                                    | 臺灣大學農經所博士生 | 劉楷嶸                                        |                                            |
| 13   | 李成蔭 | 國立臺灣大學     | 2018年10月1日 | 2019年10月2日  | -                                                         | 蔡哲琛               | 聯合報記者                                    |                                            |
| 14   | 田方倫 | 世新大學         |               | 2019年10月2日  | 2020年10月1日                                             | 蔡哲琛               | -                                             | 台北市議員助理、中國廣播電台主持人         |
| 15   | 陳柏翰 | 國立臺灣大學     |               | 2020年10月1日  | 2021年11月10日                                            | 蔡哲琛               | 何元楷、 陳旻傑（任內辭職）                   | 侯友宜新北市長競選辦公室發言人             |
| 16   | 劉奕宏 | 國立政治大學     |               | 2021年11月10日 | 2022年11月8日                                             | 康晉瑜、沈正浩       | 蔡哲琛（至111年3月中） 蕭羽耘（111年3月中起） |                                            |
| 17   | 康晉瑜 | 國立臺灣大學     |               | 2022年11月9日  | 2023年10月3日                                             | 劉秉叡、洪于媗       | 蕭羽耘(至112年1月) 鄧凱勛(112年1月起)         | 蔣萬安台北市長選舉競選辦公室發言人         |
| 18   | 羅雍勝 | 國立臺灣大學     | 2023年10月4日 | 2024年9月25日  | 張文瑜（6/19～8/15 間因服役離任）、賴禹融、黃騰憲、林玧希 | 鄧凱勛               |                                               |                                            |
| 19   | 黃騰憲 | 國立臺灣大學     | 2024年9月26日 | 現任           | 林廷翰、丁盈瑄、郭又睿、李孟叡                            | 鄧凱勛               |                                               |                                            |

## 選舉

### 第12任
| 1 | 盧浩軒 | 國立金門大學 學生議員             | 當選並為副總團長 |
| 2 | 劉禮瑄 | 立法委員蔣萬安辦公室 法案助理     |                  |
| 3 | 羅紹齊 | 世新大學學生議會 議長             |                  |
| 4 | 劉昱佑 | 國立台灣大學 學生代表             | 當選並為總團長   |
| 5 | 王振華 | 國民黨青年團 副總團長             |                  |
| 6 | 田方倫 | 台北市議員李新辦公室 主任         |                  |
| 7 | 李昶志 | 立法院副院長洪秀柱辦公室 特別助理 |                  |
| 9 | 鄭安秝 | 中國國民黨 中央委員               |                  |

### 第13任
| 李成蔭 | 中國國民黨 學生黨代表       | 當選並為總團長 |
| 吳心穎 | 致理科技大學 國際貿易系     |                |
| 湯棋媛 | 景文科技大學 行銷與流通學系 |                |
| 楊仲傑 | 國民黨青年團 指導委員       |                |
| 羅廷瑋 | 台中市南區工學里 里長       |                |

### 第14任
| 田方倫 | 李柏毅 台北市議員辦公室主任、國民黨黨代表     | 當選並為總團長 |
| 楊士豪 | 張斯綱 台北市議員辦公室助理、淡江學生議會議長 |                |
| 鄧凱勛 | 沈智慧 立法委員特助、臺中青年諮詢委員會委員   |                |

### 第15任
| 陳柏翰 | 陳偉杰 新北市議員辦公室助理、國立台灣大學 歷史所研究生、國立政治大學 學生議會議長 | 當選並為總團長 |
| 何元楷 | 國立政治大學 文學院歷史學碩士、台灣學權陣線共同發起人                             |                |
| 甯惟軒 | 林思銘 立法委員辦公室實習助理、東吳大學 學生議會副議長                            |                |
| 王竟倫 | 國立師範大學 東亞所研究生、國立金門大學 學生議會議長                              |                |
| 鍾安博 | 詹啟賢特助、亞洲大學財經法律系                                                    |                |
| 蘇渟   | 廣州暨南大學國際關係政治學研究生、李貴敏立法委員國會助理、國民黨黨代表            |                |

### 第16任
| 何元楷 | 國立政治大學 文學院歷史學碩士、青年團副總團長、青年部助理研究員 |                |
| 甯惟軒 | 東吳大學 社會系、東吳大學 前學生議會副議長                      |                |
| 劉奕宏 | 國立政治大學 東亞所研究生                                       | 當選並為總團長 |

### 第17任
| 楊宗梵 | 台北市立大學 幼教所研究生、台北市立大學學生議會議員、國民黨黨代表 |                |
| 康晉瑜 | 國立台灣大學 政研所研究生、青年團副總團長、國民黨黨代表           | 當選並為總團長 |

### 第18任
| 張耿榮 | 國立中正大學 政治學系、曾任嘉義市長黃敏惠競選團隊發言人、中華民國行政院兒童及少年福利與權益推動小組委員 |                |
| 邱泰達 | 國立政治大學 外交學系、民族學系，奔騰天下作家、草根影響力新視野作家、新政評論創刊人、大九學堂成員       |                |
| 羅雍勝 | 國立台灣大學 社會工作學系、青年團執行委員、前立委羅傳進之孫、羅世雄之子、台大學生會會長落選人           | 當選並為總團長 |

### 第19任
| 黃騰憲 | 國立臺灣大學 政治學系研究所、曾任高雄市長候選人柯志恩競選團隊發言人、青年團副總團長                          | 當選並為總團長 |
| 林俊賢 | 明新科技大學 樂齡服務產業管理系在校生、國民黨第21屆全國黨代表、112年大專優秀青年、前立法委員林為洲服務處專員 |                |